# Canton de Vineuil
Le canton de Vineuil est une circonscription électorale française située dans le département de Loir-et-Cher et la région Centre-Val de Loire.

## Géographie
Ce canton est organisé autour de Vineuil dans l'arrondissement de Blois. Son altitude varie de 67 m (Chitenay) à 118 m (Cour-Cheverny) pour une altitude moyenne de 84 m.

## Histoire
Le canton de Vineuil a été créée par le décret du 24 décembre 1984 scindant le canton de Blois-2.
Par décret du 21 février 2014, le nombre de cantons du département est divisé par deux, avec mise en application aux élections départementales de mars 2015. Le canton de Vineuil est conservé et s'agrandit. Il passe de 3 à 7 + fraction Blois communes.

## Représentation

### Représentation avant 2015
| Période | Période          | Identité          | Étiquette | Qualité |
| ------- | ---------------- | ----------------- | --------- | --- |
| 1985    | 2001             | Robert Moreau     | DVD       | Cadre à la Coopérative Agricole Maire de Vineuil (1956-1998) Ancien conseiller général du Canton de Blois-2 (1973-1985) |
| 2001    | 2009 (démission) | Jean-Luc Portevin | DVD       | Chef d'entreprise Maire de Vineuil (2001-2008)                                                                          |
| 2009    | 2015             | Claude Gorge      | PS        | Cadre commercial Maire-adjoint de Vineuil (2008-2020)                                                                   |

### Représentation à partir de 2015
| Période élective | Période élective | Mandat | Mandat   | Identité         | Nuance | Nuance | Qualité                                              |
| ---------------- | ---------------- | ------ | -------- | ---------------- | ------ | ------ | ---------------------------------------------------- |
| 2015             | 2021             | 2015   | 2021     | Michel Contour   |        | DVG    | Agriculteur retraité, maire de Cellettes (1995-2020) |
| 2015             | 2021             | 2015   | 2021     | Lionella Gallard |        | DVG    | Propriétaire, maire de Cheverny                      |
| 2021             | 2028             | 2021   | en cours | Michel Contour   |        | DVG    | Conseiller sortant                                   |
| 2021             | 2028             | 2021   | en cours | Lionella Gallard |        | DVG    | Conseillère sortante                                 |

### Résultats détaillés

#### Élections de mars 2015
À l'issue du 1er tour des élections départementales de 2015, trois binômes sont en ballottage : Michel Contour et Lionella Gallard (DVG, 35,08 %), Patricia Fhima et Jean Ortheau (Union de la Droite, 27,13 %) et Miguel De Peyrecave et Héléna Hayee (FN, 25,99 %). Le taux de participation est de 51,93 % (8 533 votants sur 16 432 inscrits) contre 53,42 % au niveau départemental et 50,17 % au niveau national.
Au second tour, Michel Contour et Lionella Gallard (DVG) sont élus avec 43,21 % des suffrages exprimés et un taux de participation de 55,56 % (3 826 voix pour 9 130 votants et 16 433 inscrits).

#### Élections de juin 2021
Le premier tour des élections départementales de 2021 est marqué par un très faible taux de participation (33,26 % au niveau national). Dans le canton de Vineuil, ce taux de participation est de 34,56 % (5 872 votants sur 16 992 inscrits) contre 35,86 % au niveau départemental. À l'issue de ce premier tour, deux binômes sont en ballottage : Michel Contour et Lionella Gallard (DVG, 33,16 %) et Patricia Fhima et Joël Rutard (Union à droite, 24,96 %).
Le second tour des élections est marqué une nouvelle fois par une abstention massive équivalente au premier tour. Les taux de participation sont de 34,36 % au niveau national, 35,81 % dans le département et 34,91 % dans le canton de Vineuil. Michel Contour et Lionella Gallard (DVG) sont élus avec 60,94 % des suffrages exprimés (3 358 voix pour 5 932 votants et 16 993 inscrits),,. 

## Composition

### Composition avant 2015
Avant le redécoupage cantonal de 2014, le canton de Vineuil, d'une superficie d'environ 42 km2, était composé de trois communes.
| Nom                   | Code Insee | Codepostal | Superficie (km2) | Population (dernière pop. légale) | Densité (hab./km2) |
| --------------------- | ---------- | ---------- | ---------------- | --------------------------------- | ------------------ |
| Vineuil (chef-lieu)   | 41295      | 41350      | 22,34            | 7 443 (2012)                      | 333                |
| Montlivault           | 41148      | 41350      | 10,73            | 1 337 (2012)                      | 125                |
| Saint-Claude-de-Diray | 41204      | 41350      | 9,17             | 1 708 (2012)                      | 186                |

### Composition depuis 2015
| Nom                             | Code Insee | Intercommunalité           | Superficie (km2) | Population (dernière pop. légale)               | Densité (hab./km2) | Modifier                                    |
| ------------------------------- | ---------- | -------------------------- | ---------------- | ----------------------------------------------- | ------------------ | ------------------------------------------- |
| Vineuil (bureau centralisateur) | 41295      | CA de Blois « Agglopolys » | 22,34            | 8 050 (2022)                                    | 360                | modifier les données · modifier les données |
| Blois                           | 41018      | CA de Blois « Agglopolys » | 37,46            | Fraction : 2 015 (2022) Commune : 47 092 (2022) | 1 257              | modifier les données · modifier les données |
| Cellettes                       | 41031      | CA de Blois « Agglopolys » | 20,96            | 2 700 (2022)                                    | 129                | modifier les données · modifier les données |
| Cheverny                        | 41050      | CA de Blois « Agglopolys » | 33,00            | 908 (2022)                                      | 28                 | modifier les données · modifier les données |
| Chitenay                        | 41052      | CA de Blois « Agglopolys » | 15,61            | 1 136 (2022)                                    | 73                 | modifier les données · modifier les données |
| Cormeray                        | 41061      | CA de Blois « Agglopolys » | 10,31            | 1 568 (2022)                                    | 152                | modifier les données · modifier les données |
| Cour-Cheverny                   | 41067      | CA de Blois « Agglopolys » | 29,80            | 2 830 (2022)                                    | 95                 | modifier les données · modifier les données |
| Saint-Gervais-la-Forêt          | 41212      | CA de Blois « Agglopolys » | 8,97             | 3 184 (2022)                                    | 355                | modifier les données · modifier les données |
| Canton de Vineuil               | 4115       |                            |                  | 22 391 (2022)                                   |                    | modifier les données                        |

Le nouveau canton de Vineuil est composé de :
1. sept communes entières,
2. la partie de la commune de Blois non incluse dans les cantons de Blois-1, Blois-2 et Blois-3.

## Démographie

### Démographie avant 2015

#### Évolution démographique
| 1990  | 1999  | 2006  | 2011   | 2012   |
| ----- | ----- | ----- | ------ | ------ |
| 8 945 | 9 405 | 9 927 | 10 260 | 10 488 |

#### Âge de la population
La pyramide des âges, à savoir la répartition par sexe et âge de la population, du canton de Vineuil en 2009 ainsi que, comparativement, celle du département de Loir-et-Cher la même année sont représentées avec les graphiques ci-dessous.
La population du canton comporte 48,7 % d'hommes et 51,3 % de femmes. Elle présente en 2009 une structure par grands groupes d'âge similaire à celle de la France métropolitaine. 
Il existe en effet 97 jeunes de moins de 20 ans pour cent personnes de plus de 60 ans, alors que pour la France l'indice de jeunesse, qui est égal à la division de la part des moins de 20 ans par la part des plus de 60 ans, est de 1,06. L'indice de jeunesse du canton est par contre supérieur à celui  du département (0,83) et à celui de la région (0,95).
| Hommes | Classe d’âge | Femmes |
| ------ | ------------ | ------ |
| 0,5    | 90 ans ou +  | 1,7    |
| 7,0    | 75 à 89 ans  | 9,6    |
| 16,3   | 60 à 74 ans  | 15,1   |
| 23,2   | 45 à 59 ans  | 23,4   |
| 18,1   | 30 à 44 ans  | 18,4   |
| 15,5   | 15 à 29 ans  | 13,6   |
| 19,4   | 0 à 14 ans   | 18,1   |

| Hommes | Classe d’âge | Femmes |
| ------ | ------------ | ------ |
| 0,5    | 90 ans ou +  | 1,5    |
| 8,8    | 75 à 89 ans  | 12,1   |
| 15,4   | 60 à 74 ans  | 16,1   |
| 21,2   | 45 à 59 ans  | 20,5   |
| 19,6   | 30 à 44 ans  | 18,7   |
| 15,9   | 15 à 29 ans  | 14,3   |
| 18,6   | 0 à 14 ans   | 16,8   |

### Démographie depuis 2015
En 2022, le canton comptait 22 391 habitants, en évolution de +0,3 % par rapport à 2016 (Loir-et-Cher : −1,15 %, France hors Mayotte : +2,11 %).
| 2013   | 2018   | 2022   |
| ------ | ------ | ------ |
| 21 791 | 22 255 | 22 391 |